# Józef Fontana
Józef Fontana (italienischer Name: Giacomo Giuseppe Fontana, auch als Józef II. Fontana bezeichnet, * 21. Juni 1676 in Mendrisio, Schweiz; † 1739 in Warschau) war ein polnischer Architekt, der als ein Vertreter des klassizisierenden Barocks gilt. Er war der Vater der Architekten Giacomo Fontana und Jan Kanty Fontana. Sein Schwiegersohn war Johann Georg Plersch.

## Leben
Die Lebensumstände Fontanas sind umstritten, so soll er gemäss dem Allgemeinen Künstlerlexikon 1743 Wilno verlassen haben, nachdem er sich dort bei dem Entwurf für einen Kirchenbau nicht gegen Johann Christoph Glaubitz durchsetzen konnte. Giuseppe Fontana wurde am 21. Juni 1676 in Mendrisio geboren. Sein Vater Giacomo stammte aus Novazzano, im heutigen Kanton Tessin, seine Mutter Orsola Ceroni aus dem italienischen Valsolda. Wahrscheinlich kam er am Ende der Regierungszeit von Johann III. Sobieskis nach Polen. Sein Name wird 1707 im Zusammenhang mit dem Bau des Klosters und der Kirche der Piaristen in Szczuczyn erwähnt. Vermutlich hatten ihn seine beiden Onkel Ceroni – italienische Architekten, die in Polen lebten und arbeiteten – zu dem Ortswechsel ermuntert. Sein Gönner in Polen war unter anderem der Vizekanzler Stanisław Antoni Szczuka. Fontana bildete seine Söhne aus. Gemeinsam mit Jakub entwarf er die Türme der Piaristenkirche in Łowicz. Auch an der Warschauer Heiligkreuzkirche wurde von Vater und Sohn gemeinsam gewirkt. Nach seinem Tode ging sein Geschäft an Jakub über.
Erhalten geblieben ist die Korrespondenz Fontanas mit der Ehefrau Elżbieta Helena des Hetmans der Krone Adam Mikołaj Sieniawski aus den Jahren 1717 bis 1726.

### Werke (Auswahl)
- St.-Johannes-Kirche und Kloster der Barmherzigen Brüder vom hl. Johannes von Gott in Warschau – gemeinsam mit Antonio Solari[11] (1728 eingesegnet)
- Bieliński-Palast an der Ulica Królewska, Warschau; existiert nicht mehr (vor 1730)
- Planung zum Umbau des Kazimierz-Palastes zu Kasernen (1732)
- Umbau des Bieliński-Palastes in Otwock Wielki
- Palast in Kozłówka
- Fassade der Feldkathedrale der polnischen Armee (ehemalige Piaristenkirche) in Warschau
- Umbau des Potocki-Palastes in der Krakowskie Przedmieście in Warschau
- Arbeiten am Wilanów-Palast
- Salesianerinnen-Kirche in Warschau
- Umbau des Primas-Palastes